# Єгипт
Єги́пт, Єги́пет (грец. Aigyptos) — син Бела, брат Даная; в грецькій міфології епонім країни Єгипту. Данай мав 50 дочок, а Єгипт 50 синів, які хотіли одружитися з Данаїдами. Коли Данай з родиною змушений був утікати від синів Єгипта до Арголіди, переслідувачі пішли слідом за втікачами і знову вимагали одруження. Данай, нарешті, згодився, таємно наказавши своїм дочкам у шлюбну ніч повбивати наречених. Батьків наказ виконали всі за винятком Гіпермнестри, що кохала свого чоловіка Лінкея. За іншою версією, Єгипт сам прибув до Арголіди й помер з туги за синами, яких повбивали Данаїди.